# Север Квебека
Север Квебека (фр. Nord-du-Québec; также неоф. Nouveau Québec, «Новый Квебек») — крупнейший административный регион Квебека (Канада), вошедший в состав провинции в 1912 году (до этого большая часть данной территории была известна под именем Унгава (территория). На регион приходится более половины (55 %) общей площади современного Квебека, а именно 839 тыс. км², из которых 121 тыс. км² приходится на многочисленные озера и реки, являющиеся важным источником гидроэлектроэнергии для компании Гидро-Квебек. Для сравнения, на территории севера Квебека могли бы одновременно поместиться Франция и Бельгия. Север Квебека в свою очередь распадается на три района — более освоенную и европеизированную часть Жамези на юге, инуитскую территорию Нунавик на севере, а также несколько анклавов кри, созданных в 2007 году и объединённых под общим названием Автономная область кри. Население 41 129 чел. (2008 год, оценка). Растёт в основном за счёт высокого естественного прироста автохтонных народов.

## География и население
Климат региона крайне суров, небольшая сеть дорог имеется только на более благоприятном крайнем юге, где располагается столица края — посёлок Шибугамо. Только 0,5 % населения Квебека проживает в регионе, перепись 2006 года зафиксировала 39 817 человек. Коренные жители (автохтонные племена кри на юге и инуиты на севере) составляют порядка 57,9 % населения, франкоязычные квебекцы — 38,8 % жителей, англо-квебекцы 3,3 %. Север Квебека относится к регионам Крайнего Севера .
| Языковой состав 2006, перепись | Языковой состав 2006, перепись | Языковой состав 2006, перепись | Языковой состав 2006, перепись | Языковой состав 2006, перепись |
| ------------------------------ | ------------------------------ | ------------------------------ | ------------------------------ | ------------------------------ |
| французский                    |                                |                                | 38.8 %                         |                                |
| кри                            |                                |                                | 32.9 %                         |                                |
| нунавиммиутитут                |                                |                                | 25.0 %                         |                                |
| английский                     |                                |                                | 3.3 %                          |                                |

Территория Севера Квебека долгое время была слабо затронута французским влиянием: лингва франка здесь долгое время был английский. Однако с конца 1970-х французский язык все больше и больше используется в регионе, в том числе и среди автохтонов. Согласно данным последней переписи, большинство его жителей (55 %) владеет французским языком, хотя это самый низкий показатель в Квебеке. В настоящее время франкофоны (15,4 тыс. чел.) относительно преобладают, поэтому данный регион по праву считается не только самым северным франкоязычным, но и самым северным романоязычным регионом мира.
В связи с длительной экономической стагнацией, охватившей Север Квебека, как и другие северные регионы Канады, с конца 80-х, значительная часть франкоязычного населения покинула регион в поисках работы на юге провинции. Только между 2001 и 2006 гг. число франкофонов на Севере Квебека сократилась на 9 %, а их доля упала с 43,8 % до 38,8 %.
Монтанье (фр. Montagnais, букв. «горцы») — одна из двух основных субэтнических групп индейского племени инну, населяющих п-ов Лабрадор. Монтанье традиционно проживали на холмах северного берега р. и залива Св. Лаврентия. В отличие от родственных им, но более северных наскапи, которые долгое время вели кочевой образ жизни, жизнь и быт монтанье отличались большей привязанностью к определённому месту. В XVII монтанье установили тесные культурно-языковые контакты с французскими колонистами, приняли католичество и стали пользоваться французским языком как вторым. Более северные наскапи были изучены позже британскими колонистами, а потому они в основном англикане и чаще пользуются английским языком. Родной язык монтанье называется инну-аймун. По оценке на 2003 год, в Канаде проживало 15 000 монтанье, практически все они в современном регионе Кот-Нор в северо-вост. Квебеке.